# Macizo de Pacuni
Le Macizo de Pacuni est un stratovolcan en Bolivie. Il composé d'andésite et de dacite. La date de son dernier épisode éruptif est inconnue, mais certains géologues la place à l'Holocène.